# Cecilia de Majo
Cecilia de Majo (Caracas, Venezuela), fue una arpista y pedagoga venezolana. Es considerada la fundadora de la escuela arpística en Venezuela y una de las principales promotoras del instrumento en América Latina.

## Biografía
Cecilia de Majo comenzó su formación en el arpa cromática con Renée Lenars Tournier y posteriormente en arpa diatónica con el célebre compositor y arpista Marcel Tournier. En el Conservatorio de París obtuvo el Primer Premio, Primera Mención, a unanimidad. Más tarde perfeccionó sus estudios con Bernard Zighéra en el Conservatorio de Música de Nueva Inglaterra de Boston y en cursos de verano en el Berkshire Music Center de Tanglewood, Estados Unidos.
En Venezuela, fue durante muchos años primera arpista solista de la Orquesta Sinfónica Venezuela, además de integrar el Quinteto Instrumental y el Collegium Musicum de Caracas. Su actividad como solista incluyó conciertos y recitales en Venezuela y en el extranjero. En 1975 formó parte del jurado internacional del Concurso Anual de Arpa en el Conservatorio Nacional Superior de Música y de Danza de París. En 1982 realizó una gira nacional de 30 recitales y en 1990 participó exitosamente en el IV Congreso Mundial de Arpa en París con el Ensamble de Arpas Clásicas Cecilia de Majo.
Entre sus conjuntos destacaron el Dúo Romántico para Arpa y Flauta con Glenn Egner, el Dúo para Arpa y Canto con Mariela Valladares y el Ensamble de Arpas Clásicas. En 1994 fue invitada como profesora al Master de Arpa Clásica en Niza, Francia, junto a Catherine Michel.
Como pedagoga, enseñó en el Conservatorio Nacional de Música Juan José Landaeta y en las escuelas de música José Ángel Lamas y Juan Manuel Olivares, esta última bajo su dirección. También trabajó en el Instituto Universitario de Estudios Musicales (IUDEM) y en el Conservatorio de Música Simón Bolívar. Su labor docente culminó con la creación de la Cátedra Nacional de Arpa Cecilia de Majo, bajo el auspicio del Consejo Nacional de la Cultura (CONAC).

## Reconocimientos
Recibió numerosas condecoraciones, incluyendo el Botón Cuatricentenario de la Municipalidad de Caracas, la Orden al Mérito y la Orden Andrés Bello otorgada por la Presidencia de la República.

## Discografía
- Dúo Romántico para arpa y flauta
- Recital venezolano
- A Ceremony of Carols (con la Cantoría Alberto Grau)
- Recital clásico (casete)
- Recital romántico (casete)
- Cecilia de Majo Gold (CD)
- Latin Music on the Harp (CD)